# Hanover (New Hampshire)
Pour les articles homonymes, voir Hanover.
Hanover est une ville de l'État du New Hampshire, en Nouvelle-Angleterre, aux États-Unis. Elle se trouve dans le comté de Grafton, sur le fleuve Connecticut qui fait  la frontière avec le Vermont. Selon le recensement de 2010, sa population est de 8,636 habitants. Hanover est connue pour son université prestigieuse, le Dartmouth College. En 2007, CNN et le magazine Money plaçaient Hanover au second rang des villes les plus agréables à vivre des États-Unis. La ville abrite également le Cold Regions Research and Engineering Laboratory (CRREL).
Hanover est jumelée à la ville de Joigny dans l'Yonne, France, depuis le début des années 1990.
Hanover est traversée par le Chemin des Appalaches.
Elle compte aujourd'hui 10 000 habitants et fait partie d'une importante agglomération, l'Upper Valley qui s'étire le long de la rivière Connecticut.
À la jonction des autoroutes 89 et 91, en direction du Canada, Hanover est à 2 heures de Boston, 3 heures de Montréal et 5 heures de New York City. 

## Histoire
Fondée en 1761 par décret du gouverneur royal du New Hampshire à la demande de colons du Connecticut, les premiers habitants s'y installent dès 1765 et l'Université Dartmouth College voit le jour en 1769.
Dartmouth College accueille une population de près de 5 000 étudiants venant de tous les États et de nombreux pays étrangers, dans la plupart des disciplines d'études supérieures, scientifiques et médicales, économiques et commerciales.

## Personnalités
- Barbara Bedford (1972-), nageuse américaine, championne olympique en relais en 2000.
- Sarah Chauncey Woolsey (1835-1905), romancière, nouvelliste, poète américaine, y a fait ses études secondaires,
- Bill Bryson écrivain